# 三輝山輝男
三輝山 輝男（みきやま てるお、1936年7月19日 - 没年不明）は、伊勢ヶ濱部屋、荒磯部屋、再度伊勢ヶ濱部屋に所属した元力士。本名は山本 輝男（やまもと てるお）。大阪府大阪市東成区出身。173cm、132kg。最高位は西十両8枚目。得意技は左四つ、寄り。

## 経歴
靴屋の長男として生まれ、中学校3年生で体重が87kgに達する程の巨漢であった。大阪工大附属高校に進学してからは柔道を始めたが、2年上の先輩に相撲部屋を紹介されたので伊勢ヶ濱部屋に入門した。
1952年9月場所に16歳で初土俵。初土俵から4年で幕下に昇進し、1957年5月場所には西幕下44枚目の地位で8戦全勝で幕下優勝し、一気に幕下上位に上がったため十両昇進は目前と思われた。しかし、その後は番付運の無さと相まってあと一歩のところで十両昇進を逃すことが多く、幕下で約7年も足踏みすることになった。特に1961年は6場所のうち3場所は幕下2枚目で勝ち越していながら翌場所も幕下2枚目に据え置きという不運に遭った。この年以降もなかなか十両昇進を果たせずにいたが、1963年11月場所は東幕下6枚目の地位で7戦全勝で2度目の幕下優勝を果たし、1964年1月場所にようやく十両に昇進した。1964年中は十両の地位を保つも、同年11月場所は初日から不調で右膝を故障して途中休場し、翌1965年1月場所は幕下に陥落した。幕下陥落以降も相撲を取っていたが、1967年1月場所限りで廃業した。廃業後は大阪市で相撲料理店「三輝山」を経営した。左四つからの攻めを得意としたが、足腰が悪かった上に太り過ぎでもあったため、引き技などに脆い所があった。

## 主な成績
- 通算成績：307勝307敗3休 勝率.500
- 十両成績：36勝51敗3休 勝率.414
- 現役在位：77場所
- 十両在位：6場所
- 各段優勝
  - 幕下優勝：2回（1957年5月場所、1963年11月場所）

### 場所別成績
| | 一月場所 初場所（東京） | 三月場所 春場所（大阪） | 五月場所 夏場所（東京） | 七月場所 名古屋場所（愛知） | 九月場所 秋場所（東京） | 十一月場所 九州場所（福岡） |
| --- | ----------------------- | ----------------------- | ----------------------- | --------------------------- | ----------------------- | --------------------------- |
| 1952年 （昭和27年） | x                       | x                       | x                       | x                           | （前相撲）              | x                           |
| 1953年 （昭和28年） | 東序ノ口13枚目 4–4      | 東序二段40枚目 4–4      | 西序二段29枚目 2–6      | x                           | 東序二段32枚目 2–6      | x                           |
| 1954年 （昭和29年） | 東序二段40枚目 5–3      | 西序二段6枚目 4–4       | 東序二段3枚目 4–4       | x                           | 西三段目71枚目 5–3      | x                           |
| 1955年 （昭和30年） | 西三段目54枚目 5–3      | 西三段目32枚目 3–5      | 東三段目35枚目 5–3      | x                           | 西三段目12枚目 4–4      | x                           |
| 1956年 （昭和31年） | 東三段目8枚目 3–5       | 西三段目12枚目 4–4      | 東三段目9枚目 5–3       | x                           | 東幕下67枚目 5–3        | x                           |
| 1957年 （昭和32年） | 東幕下57枚目 5–3        | 東幕下45枚目 4–4        | 西幕下44枚目 優勝 8–0   | x                           | 西幕下4枚目 3–5         | 西幕下7枚目 2–6             |
| 1958年 （昭和33年） | 東幕下16枚目 4–4        | 東幕下15枚目 3–5        | 東幕下20枚目 5–3        | 東幕下12枚目 3–5            | 東幕下16枚目 5–3        | 西幕下11枚目 5–3            |
| 1959年 （昭和34年） | 東幕下7枚目 5–3         | 東幕下5枚目 2–6         | 東幕下16枚目 4–4        | 西幕下15枚目 4–4            | 東幕下14枚目 5–3        | 東幕下10枚目 2–6            |
| 1960年 （昭和35年） | 東幕下25枚目 4–4        | 東幕下23枚目 5–3        | 西幕下17枚目 7–1        | 東幕下3枚目 3–4             | 東幕下6枚目 5–2         | 西幕下3枚目 2–5             |
| 1961年 （昭和36年） | 東幕下8枚目 5–2         | 西幕下2枚目 4–3         | 東幕下2枚目 4–4         | 東幕下2枚目 4–3             | 東幕下2枚目 5–2         | 東幕下2枚目 3–4             |
| 1962年 （昭和37年） | 東幕下4枚目 2–5         | 西幕下12枚目 2–5        | 東幕下20枚目 4–3        | 西幕下14枚目 5–2            | 西幕下5枚目 5–2         | 東幕下筆頭 3–4              |
| 1963年 （昭和38年） | 西幕下3枚目 4–3         | 東幕下3枚目 2–5         | 東幕下9枚目 3–4         | 西幕下10枚目 5–2            | 東幕下4枚目 3–4         | 東幕下6枚目 優勝 7–0        |
| 1964年 （昭和39年） | 西十両14枚目 8–7        | 西十両8枚目 5–10        | 東十両12枚目 7–8        | 東十両14枚目 8–7            | 東十両12枚目 6–9        | 東十両17枚目 2–10–3         |
| 1965年 （昭和40年） | 東幕下9枚目 4–3         | 西幕下7枚目 3–4         | 西幕下10枚目 4–3        | 東幕下9枚目 3–4             | 西幕下13枚目 3–4        | 西幕下16枚目 4–3            |
| 1966年 （昭和41年） | 西幕下14枚目 2–5        | 西幕下24枚目 3–4        | 東幕下28枚目 5–2        | 東幕下20枚目 4–3            | 西幕下16枚目 2–5        | 西幕下29枚目 3–4            |
| 1967年 （昭和42年） | 東幕下32枚目 引退 2–5–0 | x                       | x                       | x                           | x                       | x                           |
| 各欄の数字は、「勝ち-負け-休場」を示す。 優勝 引退 休場 十両 幕下 三賞：敢=敢闘賞、殊=殊勲賞、技=技能賞 その他：★=金星 番付階級：幕内 - 十両 - 幕下 - 三段目 - 序二段 - 序ノ口 幕内序列：横綱 - 大関 - 関脇 - 小結 - 前頭（「#数字」は各位内の序列） |                         |                         |                         |                             |                         |                             |

## 改名歴
- 玉造（たまづくり）1952年9月場所
- 浪花山 輝男（なにわやま てるお）1953年1月場所 - 1960年5月場所
- 浪速山 輝男（なにわやま てるお）1960年7月場所 - 1962年1月場所
- 三輝山 輝男（みきやま てるお）1962年3月場所 - 1967年1月場所